# Luci Tremel·li Escrofa
Luci Tremel·li Escrofa (en llatí Lucius Tremellius Scrofa) va ser un magistrat romà del segle ii aC.
Va ser qüestor d'Aule Licini Nerva, propretor de Macedònia l'any 142 aC. En absència de Nerva va derrotar el pseudo Perseu o pseudofilip, revoltat amb 16000 homes als que va dir que aplanaria com a porcs ("dixit celeriter se illos, ut scrofa porcos, disjecturum") i d'això va obtenir el malnom de Scrofa (truja) que va esdevenir cognom hereditari. Aquest origen del nom però, no està comprovat.